# Gymnapogon
Gymnapogon is een geslacht van straalvinnige vissen uit de familie van kardinaalbaarzen (Apogonidae). Het geslacht is voor het eerst wetenschappelijk beschreven in 1905 door Regan.

## Soorten
- Gymnapogon africanus Smith, 1954
- Gymnapogon annona Whitley, 1936
- Gymnapogon foraminosus Tanaka, 1915
- Gymnapogon japonicus Regan, 1905
- Gymnapogon melanogaster Gon & Golani, 2002
- Gymnapogon philippinus Herre, 1939
- Gymnapogon urospilotus Lachner, 1953
- Gymnapogon vanderbilti Fowler, 1938